# Afrovivella semiensis
Afrovivella semiensis är en fetbladsväxtart som först beskrevs av Jacques Étienne Gay och Achille Richard, och fick sitt nu gällande namn av Alwin Berger. Afrovivella semiensis ingår i släktet Afrovivella och familjen fetbladsväxter. Inga underarter finns listade i Catalogue of Life.